# Вербанія
Вербанія (італ. Verbania, п'єм. Verbania) — місто і комуна в Італії, у регіоні П'ємонт, столиця провінції Вербано-Кузіо-Оссола.
Вербанія розташована на відстані близько 550 км на північний захід від Рима, 120 км на північний схід від Турина.
Населення — 30 950 осіб (2014).
Щорічний фестиваль відбувається 8 травня. Покровитель — святий Віктор.

## Історія
Вербанія створена 1939 року внаслідок злиття міст Інтра та Палланца. З 1992 року Вербанія — столиця провінції Вербано-Кусіо-Оссола.

## Демографія
Населення за роками:

Станом на 1 січня 2023 року в муніципалітеті офіційно проживав 2661 іноземець з 91 країни, серед них 546 громадян країн Євросоюзу та 449 громадян України.

## Уродженці
- Вілфрід Ньйонто (*2003) — італійський футболіст, нападник.

## Сусідні муніципалітети
- Ариццано
- Бавено
- Камб'яска
- Коссоньо
- Гіффа
- Гравеллона-Точе
- Лавено-Момбелло
- Мергоццо
- М'яццина
- Сан-Бернардіно-Вербано
- Стреза
- Віньоне